# Leptobrachium banae
Leptobrachium banae är en groddjursart som beskrevs av Lathrop, Murphy, Orlov och Ho 1998. Leptobrachium banae ingår i släktet Leptobrachium och familjen Megophryidae. IUCN kategoriserar arten globalt som sårbar. Inga underarter finns listade i Catalogue of Life.